# 北幸
北幸（きたさいわい）は、神奈川県横浜市西区の町名。横浜駅西口に近く、繁華街やオフィス街を形成している。現行行政地名は北幸一丁目および北幸二丁目、住居表示が実施されている。

## 地理
西区北部に位置し、北は新田間川を挟み神奈川区に接する。東側が一丁目・西側が二丁目で、二丁目と南幸の間には幸川が流れる。一丁目の横浜駅西口ロータリーに面した地区は横浜ベイシェラトン ホテル&タワーズ、ヨドバシ横浜、天理ビルなどの大型施設が集まるほか、居酒屋などの飲食店も軒を連ねる。市道横浜駅泉町線には新田間川付近まで地下街相鉄ジョイナスが伸びる。二丁目はオフィス街を形成しており、幸川沿いにはスパやボウリング場を備えたハマボール イアスがある。

### 面積
面積は以下の通りである。
| 丁目       | 面積 (km²) |
| ---------- | ---------- |
| 北幸一丁目 | 0.068      |
| 北幸二丁目 | 0.121      |
| 計         | 0.189      |

## 歴史

### 沿革
もとは内海であり、明治時代より高島嘉右衛門や茂木六兵衛らによって埋立てが行われた。1913年（大正2年）、5万坪の埋立が完成、同年6月5日に青木町に編入され、縁起を祝い、青木町字北幸町および字南幸町と命名された。1932年（昭和7年）1月1日、青木町より北幸町・南幸町を新設。1965年（昭和40年）7月1日、住居表示を実施し、北幸一・二丁目が新設された（同日、北幸町は廃止された）。

### 治安・風紀の維持
2022年（令和4年）11月1日より、北幸一丁目は神奈川県暴力団排除条例に基づき暴力団排除特別強化地域に指定されることとなった。地域内では飲食店などの特定営業者と暴力団員との間でみかじめ料のやりとりや用心棒などの役務提供および依頼などが禁止され、違反者は金銭の支払いや役務を依頼した側であっても懲役1年以下または罰金50万円以下の罰則が科される。

### 町名の変遷
| 実施後     | 実施年月日               | 実施前（各町名ともその一部） |
| ---------- | ------------------------ | ---------------------------- |
| 北幸一丁目 | 1965年（昭和40年）7月1日 | 北幸町、南幸町（各一部）     |
| 北幸二丁目 | 1965年（昭和40年）7月1日 | 北幸町、南幸町（各一部）     |

## 世帯数と人口
2025年（令和7年）6月30日現在（横浜市発表）の世帯数と人口は以下の通りである。なお、一丁目は秘匿のため省略。
| 丁目       | 世帯数  | 人口  |
| ---------- | ------- | ----- |
| 北幸二丁目 | 542世帯 | 912人 |

### 人口の変遷
国勢調査による人口の推移。
| 年                 | 人口 |
| ------------------ | ---- |
| 1995年（平成7年）  | 81   |
| 2000年（平成12年） | 105  |
| 2005年（平成17年） | 398  |
| 2010年（平成22年） | 534  |
| 2015年（平成27年） | 466  |
| 2020年（令和2年）  | 890  |

### 世帯数の変遷
国勢調査による世帯数の推移。
| 年                 | 世帯数 |
| ------------------ | ------ |
| 1995年（平成7年）  | 43     |
| 2000年（平成12年） | 82     |
| 2005年（平成17年） | 249    |
| 2010年（平成22年） | 376    |
| 2015年（平成27年） | 290    |
| 2020年（令和2年）  | 490    |

## 学区
市立小・中学校に通う場合、学区は以下の通りとなる（2024年11月時点）。
| 丁目       | 番地 | 小学校             | 中学校               |
| ---------- | ---- | ------------------ | -------------------- |
| 北幸一丁目 | 全域 | 横浜市立宮谷小学校 | 横浜市立軽井沢中学校 |
| 北幸二丁目 | 全域 | 横浜市立宮谷小学校 | 横浜市立軽井沢中学校 |

## 事業所
2021年現在の経済センサス調査による事業所数と従業員数は以下の通りである。
| 丁目       | 事業所数    | 従業員数 |
| ---------- | ----------- | -------- |
| 北幸一丁目 | 535事業所   | 17,774人 |
| 北幸二丁目 | 627事業所   | 19,624人 |
| 計         | 1,162事業所 | 37,398人 |

### 事業者数の変遷
経済センサスによる事業所数の推移。
| 年                 | 事業者数 |
| ------------------ | -------- |
| 2016年（平成28年） | 1,164    |
| 2021年（令和3年）  | 1,162    |

### 従業員数の変遷
経済センサスによる従業員数の推移。
| 年                 | 従業員数 |
| ------------------ | -------- |
| 2016年（平成28年） | 30,202   |
| 2021年（令和3年）  | 37,398   |

## 施設
- ヨドバシカメラ横浜店 - 岩崎学園ビル
- 横浜ベイシェラトン ホテル&タワーズ - 相鉄ビル
- 横浜Leaf献血ルーム - 横浜ファーストビル
- みずほ信託銀行 - 横浜ファーストビル
- SMBC信託銀行プレスティア（旧：シティバンク銀行）- 横浜ファーストビル
- りそな銀行 - 日本生命横浜西口ビル
- 日本政策金融公庫 - 日本生命横浜西口ビル
- ハローワークプラザ - 横浜STビル
- 横浜天理教館 - 横浜天理ビル
- 野村證券 - 東京建物横浜ビル
- 三菱UFJ銀行 - 相鉄KSビル
- ハマボール イアス
- 成城石井本社（登記上の本店は東京都世田谷区）
- 相鉄ホールディングス - 相鉄本社ビル
- NTTコミュニケーションズ横浜西ビル
- 横浜北幸郵便局

## その他

### 日本郵便
- 郵便番号：220-0004[3]（集配局：神奈川郵便局[18]）

### 警察
町内の警察の管轄区域は以下の通りである。
| 丁目       | 番・番地等 | 警察署     | 交番・駐在所     |
| ---------- | ---------- | ---------- | ---------------- |
| 北幸一丁目 | 全域       | 戸部警察署 | 横浜駅相鉄口交番 |
| 北幸二丁目 | 全域       | 戸部警察署 | 横浜駅相鉄口交番 |